# حركة الحر
تأسست هذه الحركة في 5 مارس 1978 م من طرف مجموعة من الناشطين من طبقة الحراطين من ضمنهم مسعود ولد بلخير وتعني بالدفاع عن حقوق لحراطين أو العبيد السابقين في موريتانيا, رغم أن السلطات لم تعترف بها كمنظمة حقوقية إلى انها كذلك بقيت حاضرة بشكل كبير ومؤثر في الحراطين حيث ان توجات القياديين هي من يحدد اللإتجاه السياسي لأبناء هذه الطبقة.
ومن بين المؤسسين: محمد ولد الحيمر، وبلال ولد ورزك، ومحمد ولد مسعود، وبوبكر ولد مسعود، وبدأت كحركة سرية وسجن أفرادها 1979 وتمت محاكمتهم في روصو.